# NGC 7635
NGC 7635, även känd som Caldwell 11, Sharpless 162  eller Bubbelnebulosan är en emissionsnebulosa i en H II-region i stjärnbilden Cassiopeja. Den upptäcktes 1787 av William Herschel. NGC 7635 ligger nära den öppna stjärnhopen Messier 52. "Bubblan" skapades av stjärnvinden från en massiv het, ung central stjärna med magnituden 8,7, SAO 20575 (BD+60°2522). Nebulosan ligger nära ett gigantiskt molekylmoln som innehåller Bubbelnebulosans expansion samtidigt som den själv exciteras av den heta centralstjärnan, vilket får den att glöda. Stjärnan BD+60°2522 tros ha en massa på cirka 44 solmassor. 

## Amatörobservation

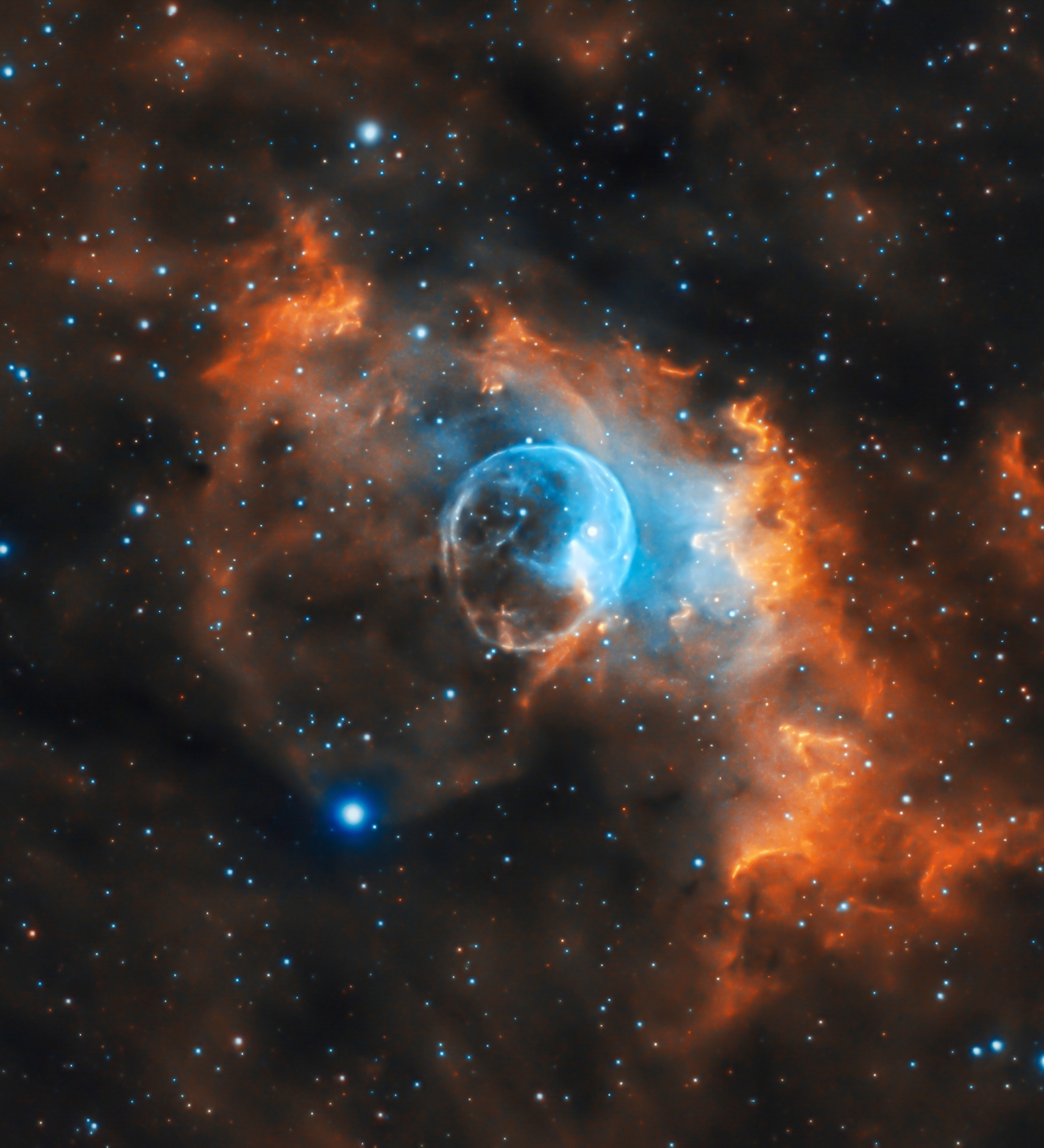
NGC 7635 och dess omgivningar avbildade genom ett 8-tums amatörteleskop

Med ett 8- eller 10-tums teleskop syns nebulosan som ett extremt svagt och stort skal runt stjärnan. Den närliggande stjärnan med magnitud 7 i väster hindrar observation, men man kan se nebulosan med bortseende. Med ett 16- till 18-tums teleskop kan man se att den svaga nebulosan är oregelbunden och är utdragen i nord-sydlig riktning.